# Mengli I. Geraj
Mengli I. Geraj (varianty přezdívek: Gerej, Girej, Gírej, Giraj; 1445 - 1515) byl krymský chán a syn Hadžiho I. Geraje.

## Životopis
Menglu Giraj se na trůn dostal v roce 1466. V roce 1475 ho porazili Turci. Později odešel do Konstantinopole. Na trůn se vrátil v roce 1478. Rozvíjel Krymský chanát a založil opevnění Ozu. Prohlásil se za Kagana. Měl syny Mehmeda, Sahib a dceru jménem Ajše Hafsa Sultan (Ayşe Hafsa Sultan), která se stala panovnicí Osmanské říše a ženou sultána Selima I., kterému porodila budoucího sultána Sulejmana I. Menglu Geraj byl pohřben v mauzoleu v Durbe.